# Shenyang J-35
Die Shenyang J-35, auch bekannt als J-35A oder J-31 ist ein zweistrahliges, mittelgroßes Kampfflugzeug der fünften Generation.
Das Unternehmen Shenyang hatte das Flugzeug J-31 privat entwickelt, möglicherweise im Rahmen des J-XX-Programms für die Luftstreitkräfte der Volksrepublik China. Der Erstflug fand am 31. Oktober 2012 statt. Im November 2014 wurde die Maschine auf der Luftfahrtmesse Zhuhai vorgestellt. 2016 flog ein zweiter Prototyp, ein dritter vermutlich 2020. Dazwischen war ab 2018 die Entwicklung vom Staat finanziert worden. Im November 2024 wurde das Flugzeug der Öffentlichkeit als J-35 vorgestellt.

## Bezeichnung
Die Bezeichnung „J-31“ der ersten Testmaschine wurde nie offiziell bestätigt, sondern aus der taktischen Nummer „31001“ abgeleitet. Als Exportbezeichnung wurde FC-31 – Gyrfalcon – angegeben. Typbezeichnungen „J-21“ oder „F60“ wären auch möglich gewesen, letztere war auf einem Ende 2011 vorgestellten Vorabmodell zu sehen.
Das erste Flugzeug flog mit  Klimow RD-93-Motoren.
Der Chef der Pakistanischen Luftwaffe hatte im Januar 2024 über eine zukünftige Einführung des Typs unter der Bezeichnung FC-31 gesprochen.

## Beschreibung
Die J-35 hat im Gegensatz zur J-20 – ebenfalls ein Kampfflugzeug der fünften Generation mit Tarnkappeneigenschaft – keine Entenflügel (Canards). Das doppelte Seitenleitwerk ist stark nach außen gekantet, die rautenförmigen Lufteinlässe liegen am Bug an und sind als „Diverterless Supersonic Inlet“ (DSI) ausgeführt. Im Rumpf befindet sich ein Waffenschacht. Insgesamt ist die J-35 kleiner als die J-20. Äußerlich ähnelt sie einer zweistrahligen Ausführung der F-35, was schon früh auf eine Rolle als trägergestütztes Flugzeug hindeutete. Angeblich sollen für den Bau der J-35 wichtige Baupläne der F-35 gestohlen worden sein, darunter vor allem Pläne der Triebwerke.

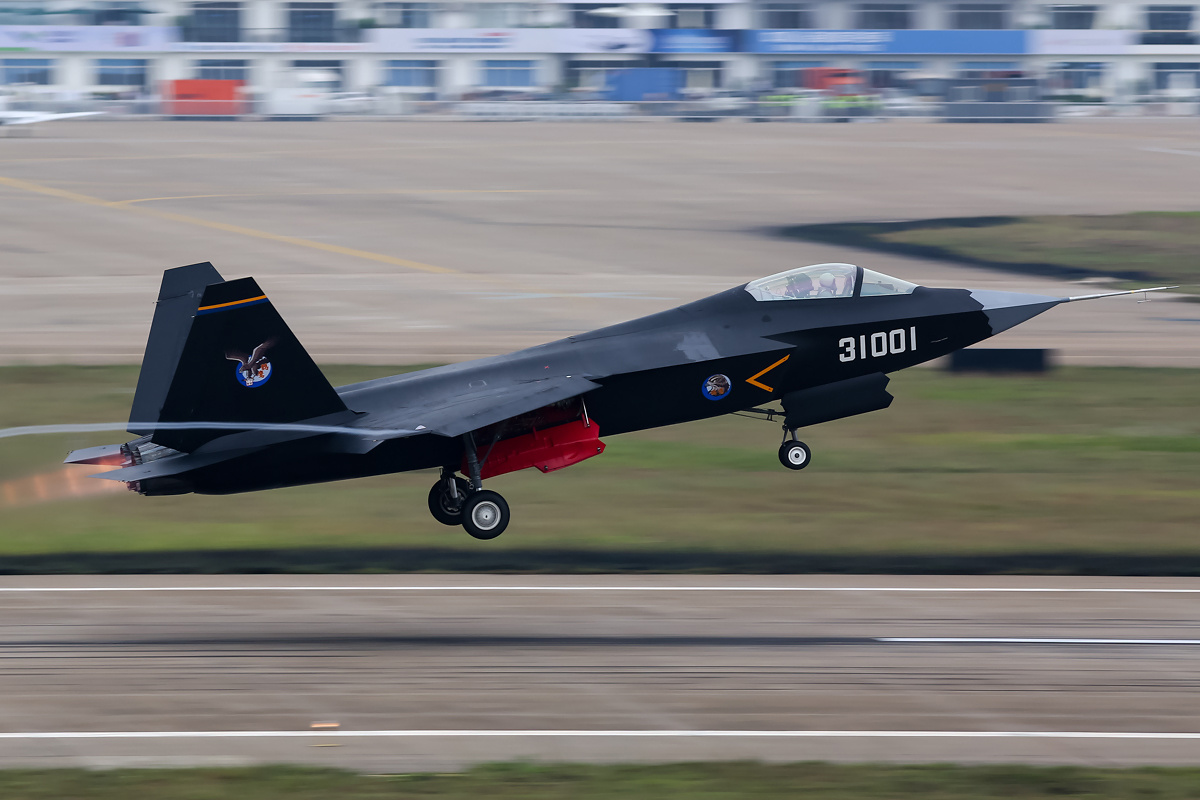
J-31 (seit 2024 offiziell J-35)

Anfang Sommer 2024 gab es Fotos einer J-35 mit veränderten Flügelenden.

## Technische Daten
- Besatzung: 1
- Länge: 17,3 m (56 ft 9 in)
- Spannweite: 11,5 m (37 ft 9 in)
- Höhe: 4,8 m (15 ft 9 in)
- Leermasse: 17.500 kg (38.581 lb)
- max. Startmasse: 28.000 kg (61.729 lb)
- Treibstoffkapazität: 7.200 kg (15.900 lb)
- Triebwerke: 2 × Guizhou WS-13E (FC-31) oder Guizhou WS-21 (J-35), 87,2–93,2 kN (19.600–21.000 lbf) mit Nachbrenner

Leistung
- max. Geschwindigkeit: Mach 1,8
  - Mach 1,14, 1400 km/h (870 mph, 756 kn) auf Meereshöhe
- Einsatzradius: 1250 km (780 mi, 670 nmi) ohne externe Tanks
  - 1900 km (1200 mi) mit Luftbetankung
  - 2000 km (1200 mi) mit externen Tanks
- Dienstgipfelhöhe: 16.000 m (52.000 ft)
- g-Grenzen: +9/−3

## J-35 Marine
Ende Oktober 2021 absolvierte die modifizierte trägergestützte Variante der damaligen J-31 ihren Erstflug. Schon damals wurde für diese Variante der Name J-35 verwendet. Es wurde erwartet, die Shenyang J-35 solle auf dem dritten Flugzeugträger Chinas, dem Flugzeugträger Fujian zum Einsatz kommen und dort mit einem elektromagnetischen Katapultsystem betrieben werden. Die Marinevariante basiert auf dem zweiten Prototyp des FC-31. Ein Mock-Up der J-35 Marine wurde auf der Flugzeugträgerversuchsanlage an Land gesichtet wie auch auf dem Flugzeugträger Liaoning mit Sprungschanze anstelle eines Katapultes. Scheinbar wurde im März 2024 der dritte Prototyp dieser Variante gesichtet.
Eine Produktion der J-35 war 2024 noch Jahre entfernt.

## Internationale Einschätzungen
Ein Pilot des US-Militärs war 2012 der Ansicht, dass eine aus der J-31 entwickelte Maschine nach ihrer Indienststellung den bestehenden Kampfflugzeugen der vierten Generation wie der F-15 Eagle, der F-16 Fighting Falcon und der F/A-18E/F Super Hornet mehr als gewachsen sein werde. Andere gingen davon aus, dass die Fähigkeit des J-35, gegen die neuesten Kampfflugzeuge wie die US-amerikanischen F-22 und F-35 zu bestehen, von Faktoren wie der Anzahl der einsatzbereiten Funktionen, der Ausbildung der Piloten und den Fähigkeiten von Radar- und Sensorsystemen abhängt.
Indien mit der HAL AMCA und Japan mit der Mitsubishi F-X verfolgen ihre eigenen Programme zur Entwicklung von Stealth-Kampfflugzeugen der fünften und sechsten Generation, um Chinas Entwicklungen entgegenzuwirken, während andere chinesische Nachbarländer den Kauf der F-35 in Erwägung ziehen, um die Fähigkeiten ihrer Luftstreitkräfte zu verbessern.

## Versionen
- J-35: einsitzige maritime Version der PLAN (chinesische Marine)[24]
- J-35A: einsitzige landgestützte Version der PLAAF (chinesische Luftstreitkräfte)